# Koningslijst van Karnak

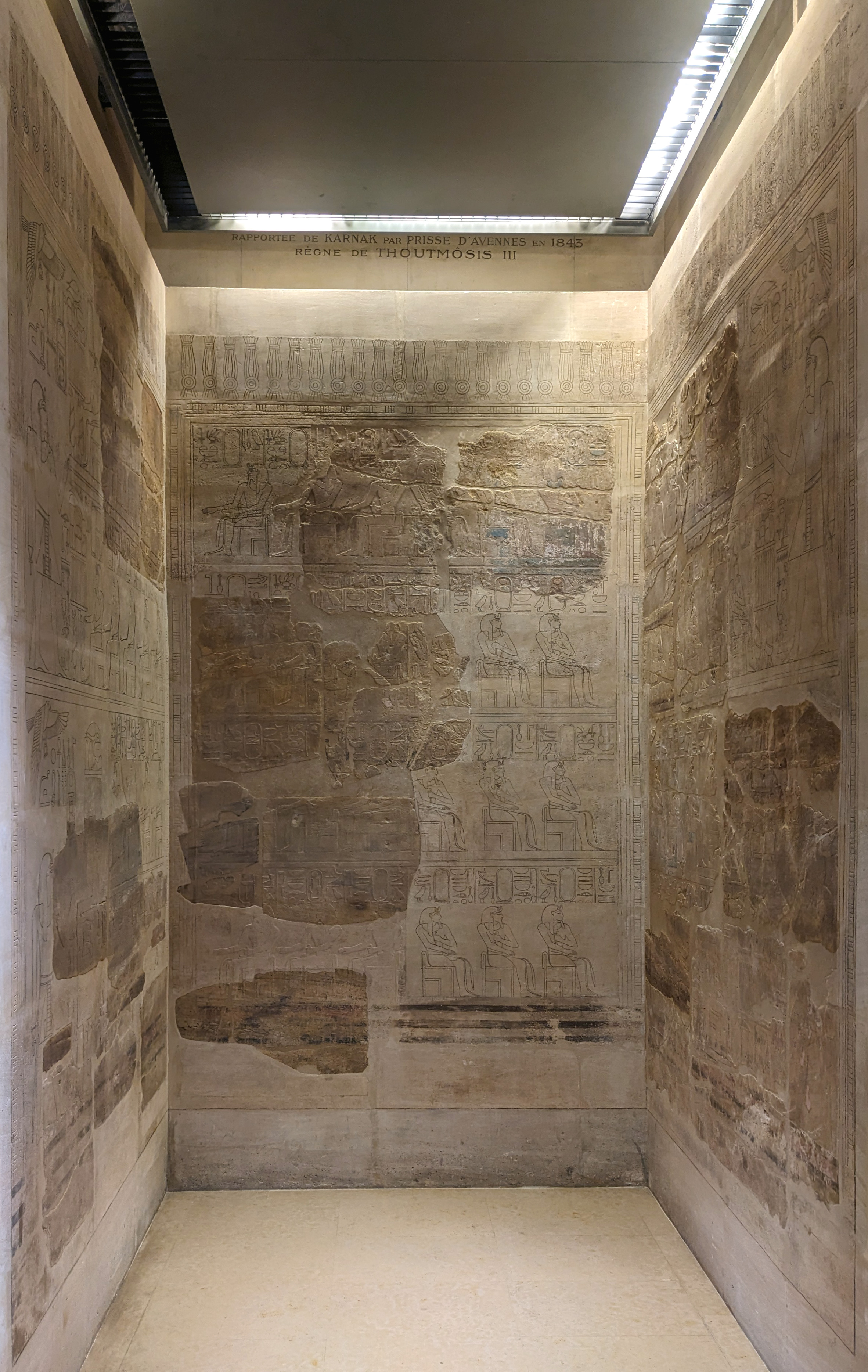
De lijst in het Louvre

De Koningslijst van Karnak is een inscriptie van vroege Egyptische koningen op een stenen tablet. Deze lijst bevindt zich in de zuidwestelijke hoek van de Festivalzaal van Thoetmoses III in de tempel van Amon-Re in Karnak, tegenwoordig gelegen in Luxor. Het werd vervaardigd tijdens het bewind van Thoetmoses III en toont 61 koningen, te beginnen met Sneferoe. Slechts 39 koningen kunnen worden geïdentificeerd; één naam is niet geschreven met een cartouche.
Hoewel de lijst niet volledig is en niet alle Egyptische koningen bevat, is het toch van belang omdat het namen bevat van koningen uit de 1e en 2e tussenperiode die in andere koningslijsten ontbreken.
De Koningslijst werd voor het eerst beschreven door James Burton in 1825. In 1843 leidde Karl Richard Lepsius een expeditie naar Karnak, waarbij de stenen van de koningslijst in één nacht werden gedemonteerd en gestolen door de Franse avonturier Émile Prisse d'Avennes, met de bedoeling ze veilig te stellen en mee te nemen naar Frankrijk. Nu zijn deze stenen, zwaar beschadigd, te bewonderen in het Louvre in Parijs.

## Afbeelding van de koningslijst
Een afbeelding van de koningslijst van Karnak. De gekleurde delen zijn er nog steeds, de witte delen zijn min of meer verloren gegaan.

## Beschrijving van de koningslijst
Thoetmoses III offert voor 61 zittende koningen. Boven elke zittende koning wordt de titel Nesoet-bit of Nefer-Netjer (Schone god) vermeld, dan de cartouche en vervolgens de titel van een overledene Maa-cheroe. Bij de farao Thoetmoses III staat de volgende tekst:

“Koning Mencheperre (Thoetmoses III), zijn leven, duur, macht en gezondheid gegeven, eeuwig als Re zijn. Hij voert uit een koninklijk offer voor de koningen van Opper- en Neder-Egypte.“

De lijst bestaat uit drie delen en is gedeeld in het midden. Het nummeringssysteem is volgens die van Lepius: er wordt geteld vanaf de linker- of rechterzijde naar het midden. De lijst is niet chronologisch. 

## De koningen
Onderstaande volgt een lijst van koningen, op basis van het nummeringssysteem volgens de eerdere afbeelding van de lijst.
| Nr.                   | Naam uit lijst          | Farao                | Dynastie             |
| Eerste rij van links  | Eerste rij van links    | Eerste rij van links | Eerste rij van links |
| --------------------- | ----------------------- | -------------------- | -------------------- |
| 1                     | Nefer-ka-re             | Onbekend             | Onbekend             |
| 2                     | Seneferoe               | Sneferoe             | 4e dynastie          |
| 3                     | Sah-oe-re               | Sahoere              | 5e dynastie          |
| 4                     | Ini                     | Nioeserre            | 5e dynastie          |
| 5                     | Isesi                   | Djedkare Isesi       | 5e dynastie          |
| 6                     | Beschadigd              | Onbekend             | Onbekend             |
| 7                     | Beschadigd              | Onbekend             | Onbekend             |
| 8                     | Sechem-re Semen-tawi    | Djehoeti             | 16e dynastie         |
| Tweede rij van links  |                         |                      |                      |
| 9                     | Beschadigd              | Onbekend             | Onbekend             |
| 10                    | Intef                   | Antef II             | 11e dynastie         |
| 11                    | In ...                  | Antef?               | Onbekend             |
| 12                    | Men ...                 | Mentoehotep I?       | 11e dynastie         |
| 13                    | Intef                   | Antef de oudere?     | 11e dynastie         |
| 14                    | Teti                    | Onbekend             | Onbekend             |
| 15                    | Pepi                    | Onbekend             | Onbekend             |
| 16                    | Meren-re                | Merenre I            | 6e dynastie          |
| Derde rij van links   |                         |                      |                      |
| 17                    | Se-hotep-ib-re          | Amenemhat I          | 12e dynastie         |
| 18                    | Noebkaoere              | Amenemhat II         | 12e dynastie         |
| 19                    | Beschadigd              | Onbekend             | Onbekend             |
| 20                    | Beschadigd              | Onbekend             | Onbekend             |
| 21                    | Maät-cheroe-re          | Amenemhat IV         | 12e dynastie         |
| 22                    | Sobek-neferoe-re        | Neferoesobek         | 12e dynastie         |
| 23                    | Intef                   | Antef IV             | 13e dynastie         |
| Vierde rij van links  |                         |                      |                      |
| 24                    | Cheper-ka-re            | Senoeseret I         | 12e dynastie         |
| 25                    | Sekenen-re              | Seqenenre Tao        | 17e dynastie         |
| 26                    | Senacht-en-re           | Senachtenre Ahmose   | 17e dynastie         |
| 27                    | Oeser-en-re             | Bebianch             | 16e dynastie         |
| 28                    | Noeb-cheper-re          | Antef VII            | 17e dynastie         |
| 29                    | Neb-hetep-re            | Mentoehotep II       | 11e dynastie         |
| 30                    | Se-nefer-ka-re          | Mentoehotep III      | 11e dynastie         |
| 31                    | Beschadigd              | Onbekend             | Onbekend             |
| Eerste rij van rechts |                         |                      |                      |
| 32                    | Cha-ka-re               | Senoeseret III       | 12e dynastie         |
| 33                    | Cha-nefer-re            | Sobekhotep IV        | 13e dynastie         |
| 34                    | Cha-sechem-re           | Neferhotep I         | 13e dynastie         |
| 35                    | Sechemre-Wadjitawi      | Onbekend             | 13e dynastie         |
| 36                    | Sechem-re Cha-tawi      | Sobekhotep I         | 13e dynastie         |
| 37                    | Se-anch-ib-re           | Amenemhat VI         | 13e dynastie         |
| 38                    | Se-wadj-en-re           | Nebiryraw I          | 16e dynastie         |
| 39                    | ... kaoe ...            | Onbekend             | Onbekend             |
| Tweede rij van rechts |                         |                      |                      |
| 40                    | Beschadigd              | Onbekend             | Onbekend             |
| 41                    | Mer-sechem-re           | Neferhotep II        | 13e dynastie         |
| 42                    | Mer-kaoe-re             | Sobekhotep VII       | 13e dynastie         |
| 43                    | Oeser-es-tawi           | Sobekhotep VIII?     | 16e dynastie         |
| 44                    | .... re                 | Onbekend             | Onbekend             |
| 45                    | Nefer-es ... re         | Onbekend             | Onbekend             |
| 46                    | Cha-hotep-re            | Sobekhotep VI?       | 13e dynastie         |
| 47                    | Cha-anch-re             | Sobekhotep II        | 13e dynastie         |
| Derde rij van rechts  |                         |                      |                      |
| 48                    | Oeah-chaoe-re           | Rahotep              | 17e dynastie         |
| 49                    | Se-oeah-en-ra           | Senebmioe            | 13e dynastie         |
| 50                    | Mer-hotep-re            | Sobekhotep V         | 13e dynastie         |
| 51                    | Choe-tawi-re            | Wegaf                | 13e dynastie         |
| 52                    | Beschadigd              | Onbekend             | Onbekend             |
| 53                    | Beschadigd              | Onbekend             | Onbekend             |
| 54                    | Sechem-re Oeah-chaoe-re | Sobekemsaf I         | 17e dynastie         |
| Vierde rij van rechts |                         |                      |                      |
| 55                    | ... re                  | Onbekend             | Onbekend             |
| 56                    | Se-nefer ... re         | Onbekend             | Onbekend             |
| 57                    | Se-wadj ... re          | Onbekend             | Onbekend             |
| 58                    | Sechem ... re           | Onbekend             | Onbekend             |
| 59                    | Beschadigd              | Onbekend             | Onbekend             |
| 60                    | Beschadigd              | Onbekend             | Onbekend             |
| 61                    | Beschadigd              | Onbekend             | Onbekend             |